# Lamprospora seaveri
Lamprospora seaveri är en svampart som beskrevs av Benkert 1987. Lamprospora seaveri ingår i släktet Lamprospora och familjen Pyronemataceae.  Arten är reproducerande i Sverige. Inga underarter finns listade i Catalogue of Life.